# Teatr opery i baletu w Dnieprze

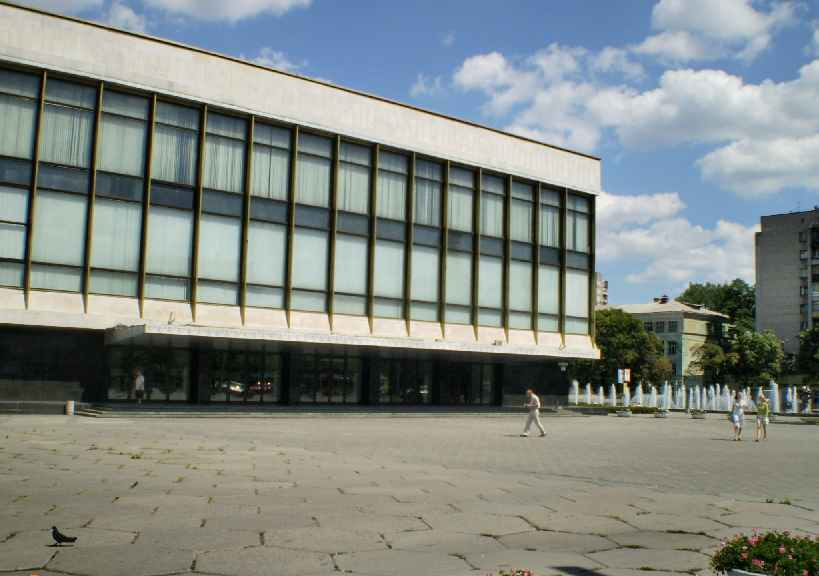
Front budynku opery w Dnieprze

Teatr opery i baletu (ukr. Дніпропетро́вський академі́чний теа́тр о́пери та бале́ту). Budynek znajduje przy głównej ulicy miasta - Dmytra Jawornickiego 74A. Na prawo od opery znajdują się efektowne fontanny, częste miejsce odwiedzin fotografujących się par nowożeńców.
Budynek oddano do użytku 26 grudnia 1974 roku i charakteryzuje go typowo socrealistyczna architektura. Już dwa dni później odbyło się pierwsze przedstawienie - Jezioro łabędzie. Od 1 stycznia 1975 roku w dni weekendu oraz święta pokazywane są dwa przedstawienia, dla dzieci oraz dorosłych. Od 1993 roku przy operze otwarto szkołę choreograficzną, która 12 maja 1999 roku wypuściła swoich pierwszych wychowanków.
W ofercie występy teatralne, opera, balet oraz chór chłopięcy. Kasa otwarta w godzinach 10 do 19 (w dni wolne od pracy do 18).